# Bistum Clifton
Das Bistum Clifton (lat.: Dioecesis Cliftoniensis) ist eine in Großbritannien gelegene römisch-katholische Diözese mit Sitz in Bristol, Stadtteil Clifton.

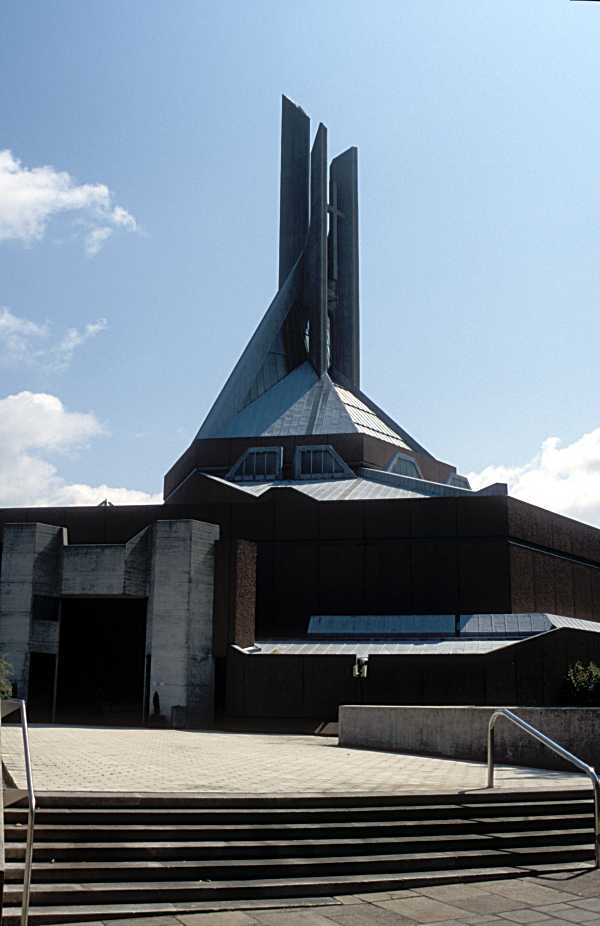
Kathedrale Saints Peter and Paul in Clifton

## Geschichte
Das heutige Bistum Clifton ging aus dem am 30. Januar 1688 begründeten Apostolischen Vikariat Western District hervor. 1840 gab das Vikariat Gebiete zur Gründung des Vikariates Wales District ab. Am 29. September 1850 wurde das Vikariat im Zuge der Wiederherstellung der katholischen Hierarchie in England mit der Gebietsabtrennung des Bistums Plymouth zum Bistum erhoben und ist seitdem dem Erzbistum Birmingham als Suffragandiözese unterstellt.

## Apostolischer Vikar des Western District
- Michael Ellis OSB (1688–1705), später Bischof von Segni, Italien
- Andrew Giffard (1705), wurde nicht zum Bischof geweiht
- Matthew Pritchard OFMRec (1713–1750)
- Laurence York, OSB (1750–1763)
- Charles Walmesley OSB (1763–1797)
- William Gregory Sharrock OSB (1797–1809)
- Peter Bernardine Collingridge OFMRec (1809–1829)
- Peter Augustine Baines OSB (1829–1843)
- Charles Michael Baggs (1844–1845)
- William Bernard Ullathorne OSB (1846–1848), wurde zum Apostolischen Vikar des Central District ernannt
- Joseph William Hendren OFMRec (1848–1850)

## Bischöfe
- Thomas Lawrence Burgess (1851–1854)
- William Joseph Hugh Clifford (1857–1893)
- William Robert Bernard Brownlow (1894–1901)
- George Crompton Ambrose Burton (1902–1931)
- William Lee (1931–1948)
- Joseph Edward Rudderham (1949–1974)
- Mervyn Alban Alexander (1974–2001)
- Declan Ronan Lang (2001–2024)
- Bosco MacDonald (seit 2024)